# Дирк Лауке
Дирк Лауке (на немски: Dirk Laucke) е немски писател, автор на драми.

## Биография
Дирк Лауке е роден в саксонския град Шкойдиц, но израства в Хале.
През 2002 г. започва да следва психология в Лайпцигския университет, но прекъсва и от 2004 до 2008 г. преминава курс „сценично писане“ в Университета на изкуствата Берлин.
През 2004 г. е поканен от Танкред Дорст като млад драматург да участва в Залцбургския фестивал, за да представи като сценична рецитация още непубликуваната си пиеса „Симптом“, в която пациентка на психиатрична клиника твърди, че е Улрике Майнхоф.
През театралния сезон 2006/2007 г. Лауке е стипендиант в драматургичното ателие на театъра в Дюселдорф. По време на стипендията написва пиесата „Ние винаги сме горе“ („Wir sind immer oben“).
Дирк Лауке живее в Берлин-Кройцберг.

## Награди и отличия
- 2006: Kleist-Förderpreis für junge Dramatiker für alter ford escort dunkelblau[3]
- 2007: Bei einer Kritikerumfrage der Zeitschrift Theater heute wurde Dirk Laucke für sein Stück alter ford escort dunkelblau zum Nachwuchsautor des Jahres gewählt[4]
- 2009: Zonser Hörspielpreis für Alter Ford Escort dunkelblau
- 2009: „Награда Лесинг“ на Саксония (поощрение)[5]
- 2010: „Литературна награда на Културното сдружение на немската икономика“
- 2011: Georg-Kaiser-Förderpreis